# Hamnholms sundet
Hamnholms sundet är ett sund i Finland. Det ligger i kommunen Kimitoön landskapet Egentliga Finland, i den södra delen av landet, 140 km väster om huvudstaden Helsingfors.
Hamnholms sundet ligger mellan Hamnholmen i väster och Purunpää i öster. I söder ansluter sundet till Degernäs djupet. Farleden mellan Kasnäs och Pargas passerar genom Hamnholms sundet.